# 268

## Събития
- ноември – Битка при Гарда

## Починали
- ? – Авреол, римски узурпатор
- ? – Валериан I, римски император
- ? – Галиен, римски император
- ? – Постум, император на Галската империя
- 26 декември – Дионисий, римски папа